# قوشتبه (بقعة)
قوشتبه هي بلدة في مقاطعة بقعة في ولاية طشقند في أوزبكستان.